# Ibros
Ibros (de l'antiga Ibes o Ibris oretana, i aquests d'un rei iber que hi va habitar) és un municipi de la província de Jaén.